# Arupää
Arupää – wieś w Estonii, w prowincji Tartu, w gminie Tartu.